# Mráz Ferenc (filmoperatőr)
Mráz Ferenc (Bukarest, 1951. szeptember 14. –) romániai magyar filmoperatőr, Mráz Lajos fia.

## Élete és pályafutása
A bukaresti Magyar Líceumban érettségizett (1970). Pályáját az Alexandru Sahia Filmstúdióban kezdte mint kisegítő operatőr, a Színház- és Filmművészeti Főiskola esti tagozatán filmoperatőri diplomát szerzett (1989).
Vasárnapi séta című első filmjét a Costinești-i Filmfesztiválon első díjjal jutalmazták 1986-ban. A zsilavai börtönről készített A 92. szoba című filmjéhez az élményanyagot a népfelkelésben való részvétele és 1989. december 22-ei letartóztatása szolgáltatta. 1991 őszétől a TV magyar műsorainak is dolgozik, ahol Tövissi-Antal Ildikóval a Haláltánc, Bartha Ágnessel A radnóti vár című közös filmet forgatta, s Nagy Imre festményeit mutatta be húros- és ütőhangszeres kísérettel.
2000-ben romániai magyar alkotók nyerték a Budapesten megrendezett II. Moholy Filmfesztivál fődíját, a Zsoltár Fehérvízen című dokumentumfilmmel, amely a Romániai Magyar TV Média Stúdiója és a Duna Televízió közreműködésével készült, alkotói B. Nagy Veronika, Mráz Ferenc és Kacsó Sándor.
2005-ben a Sepsiszentgyörgyön dokumentumfilm-fesztivált rendeztek, a rendezvényre mintegy félszáz alkotással neveztek be magyar és román filmesek. A versenyfilmek között nyitányként a kisajátított temesvári rendszerváltás megrázó képeit mutatták Maradunk, nem halunk meg címen. A Képtárban Sára Sándor és Mráz Ferenc fotóit állították ki.